# Самтредиа (село)
Самтредиа (груз. სამტრედია) — село в Грузии, на территории Ткибульского муниципалитета края (мхаре) Имеретия.

## География
Село находится в западной части Грузии, к северо-востоку от Ткибульского водохранилища, на расстоянии 3 километров к юго-западу от города Ткибули, административного центра муниципалитета. Абсолютная высота — 591 метр над уровнем моря.

## Население
По результатам официальной переписи населения 2014 года, в Самтредии проживало 212 человек (94 мужчины и 118 женщин). В национальной структуре населения грузины составляли 100 %.
| Год  | Население, человек |
| ---- | ------------------ |
| 2002 | 184                |
| 2014 | ↗ 212              |